# Acerba animi
Acerba animi ( Sobre a perseguição da Igreja no México ) é uma encíclica do Papa Pio XI promulgada em 29 de setembro de 1932, para denunciar a continuação da perseguição à Igreja Católica no México. Foi a segunda de três encíclicas relacionadas à perseguição no México, incluindo Iniquis afflictisque (1926) e Firmissimam constantiamque (1937). O governo mexicano da época estava envolvido em perseguição violentamente anticlerical à Igreja, e o Papa criticou duramente o governo por seu abuso passado e atual da Igreja e de seus fiéis e repreendeu o governo por não apenas violar suas promessas feitas à Igreja em a recente cessação do levante católico, a Guerra de Cristero, mas ampliando a perseguição.

## Substância da Encíclica

Pio XI

O papa criticou a continuação da perseguição do Estado, observando que o povo mexicano havia sido "assediado por tanto tempo por perseguições graves". O papa afirmou que os artigos anticlericais da constituição mexicana eram "seriamente depreciativos aos direitos mais elementares e inalienáveis da Igreja e dos fiéis" e que ele e seu antecessor haviam se esforçado para evitar sua aplicação pelo governo mexicano. O papa censurou o governo mexicano por quebrar sua promessa de não aplicar as disposições anticlericais, logo após fazer essas promessas por escrito à Santa Sé.
A carta mencionava a história recente do México, onde uma "aplicação rigorosa foi dada ao artigo 130 da Constituição" que, devido à sua "hostilidade extrema à Igreja, como pode ser visto em Nossa Encíclica Iniquis afflictisque", fez com que a Santa Sé protestasse, levando a "sanções severas" para aqueles que não cumpriram o "artigo deplorável". O papa lembra que o governo de Plutarco Calles promulgou uma lei que permitia aos estados regular o número de padres em seu território. O "despotismo" do "governo hostil aos católicos" e seus atos "intolerantes" levaram os bispos do México a suspender o culto público, após o qual quase todos foram banidos para assistir do exterior o martírio de seus padres e rebanho. A perseguição levou à rebelião conhecida como Guerra Cristero. 
A carta permite que a Sé "não deixasse de incentivar com palavra e aconselhar a legítima resistência cristã dos sacerdotes e dos fiéis"
O papa observou que as indicações do governo de que não era avesso a um acordo deram alguma esperança, embora o mesmo governo tivesse um histórico recente de quebrar suas promessas. Assim, quando o governo indicou em 1929 que, por aplicação das disposições anticlericais da constituição, não pretendia destruir o que o governo chamava de "identidade da Igreja" nem ignorar sua hierarquia, a Santa Sé concordou em ceder, permitindo a retomada de culto público, com o entendimento de que a Igreja não aceitaria o regulamento de culto do governo, nem cessaria os protestos contra, nem os combateria.  No entanto, o governo novamente quebrou suas promessas à medida que "os católicos fiéis continuavam sendo penalizados e presos", os bispos exilados não tinham permissão para retornar e outros eram exilados "sem nenhuma aparência de legalidade". Em violação das promessas, em muitas dioceses, propriedades confiscadas, incluindo igrejas, seminários, as residências dos Bispos não foram devolvidas e "padres e leigos que haviam defendido firmemente a fé foram abandonados à cruel vingança de seus adversários".
O governo continuou estimulando a educação anti-religiosa, socialista e maçônica nas escolas e gradualmente eliminando os padres do país, regulamentando severamente seus números, observando que Michoacán tinha apenas um sacerdote para cada 33.000 fiéis, Chiapas um para cada 60.000 e Vera Cruz apenas um para cada 100.000. O governo continuou a encerrar seminários e demonstrou intenção de destruir a Igreja. A perseguição diferiu pouco para o que acontecia na URSS na época. 
O papa afirmou que "qualquer restrição, seja qual for o número de padres, é uma grave violação dos direitos divinos", instando os "bispos, o clero e os leigos católicos a continuarem a protestar com toda a sua energia contra essa violação, usando todos os meios legítimos". (O parágrafo 20 deixa claro que "meios legítimos" não incluíam rebeliões renovadas). Como remédio, a carta pedia especialmente que "os sacerdotes, com seu comprovado espírito de abnegação, tornem cada vez mais intenso seu ministério sagrado, particularmente entre os jovens e as pessoas comuns, esforçando-se por realizar uma obra de persuasão e de caridade, especialmente entre os inimigos. da Igreja, que a combatem porque não a conhecem". Ele também pedia "instituir e promover em uma medida cada vez maior a Ação Católica", "o recurso aos Sacramentos, fontes de graça e força e instrução na verdade da fé". Rejeitando mais rebeliões, a carta aconselhou os leigos a "a união mais próxima com a Igreja e a Hierarquia, manifestando-a por sua docilidade aos seus ensinamentos e orientações". 

## Recepção e ramificações
A reação do governo foi hostil; o presidente da época, Abelardo Rodriguez, chamou a encíclica de "insolente e desafiadora". Alguns fiéis rebeldes também não deram ouvidos à encíclica, renovando as hostilidades com ação de guerrilha, desviando-se da falta de rebelião de 1929 a 1931. Por outro lado, foram feitos esforços substanciais para cumprir, da maneira menos abertamente política possível, os objetivos da Ação Católica Mexicana: 

- 1 Voltar a colocar Jesus Cristo no meio da escola e da sociedade da família
- 2) Combater por todos os meios justos e legais significa a civilização anticristã.
- 3) Reparar da mesma maneira significa os graves distúrbios em nossa sociedade.
- 4) Restabelecer o princípio de que a autoridade humana é representativa da de Deus. 

 Ainda assim, durante a maior parte dos membros do Maximato não houve alta e a ação foi limitada.